# 記憶痕跡
記憶痕跡（きおくこんせき）とは、エングラム(英: engram)とも呼び、記憶に対して脳の中で形成される生物学的な構造をさす。いくつかのレベルで考えられる。

## 分類

### 分子レベル
記憶が形成された時に活性化され、しかもその活性が保たれる分子があればそれは分子レベルでの記憶痕跡と考えられる。カルシウムカルモジュリン依存性タンパク質キナーゼII（CaMKII）がそれに対応すると考えられた事があった。これはCaMKIIが一度活性化されると自己リン酸化を起こし、活性型になり、それが少なくとも試験管内では長期保たれる事から提唱されたものである。が、FRETを用いた観察により、CaMKIIの活性は数分で低下する事がわかり、現在では分子レベルの記憶痕跡ではっきりしているものはない。

### シナプスレベル
記憶の形成に伴いシナプス反応の増強や減弱がおこり、シナプス間での情報伝達効率が向上する。これをシナプスの可塑的変化とよび、記憶痕跡の一形態であると考えられている。上記の分子レベルの記憶痕跡の役割の一つは、シナプス反応の可塑的な変化を起こす事である。シナプス可塑性には長期増強現象、長期抑圧現象などが存在する。

### 細胞ネットワークレベル
シナプス反応の増強により同時に発火するニューロン群が形成される。これを神経細胞集成体と呼び、神経回路レベルの記憶痕跡と考えられる。これは、ヘブ型シナプス可塑性を提唱したドナルド・ヘブによって提唱された。かつてはあくまで仮想の物であったが、最近の光遺伝学の発達により、神経細胞集成体を構成する神経細胞の活性を調節したり、また直接観察したりする事が可能となり、研究が進んでいる。

## 機能
外的情報を符号化し、保持し、必要なときに想起する過程で、脳の各所を記憶痕跡が移動していく。これを記憶固定化と呼ぶ。運動に係わる記憶は小脳で行われるが、この運動学習に係わっている。